# Petrus en Pauluskerk (Leidschendam)
De H.H. Petrus en Pauluskerk is een kerkgebouw in de  Nederlandse plaats Leidschendam, provincie Zuid-Holland. 

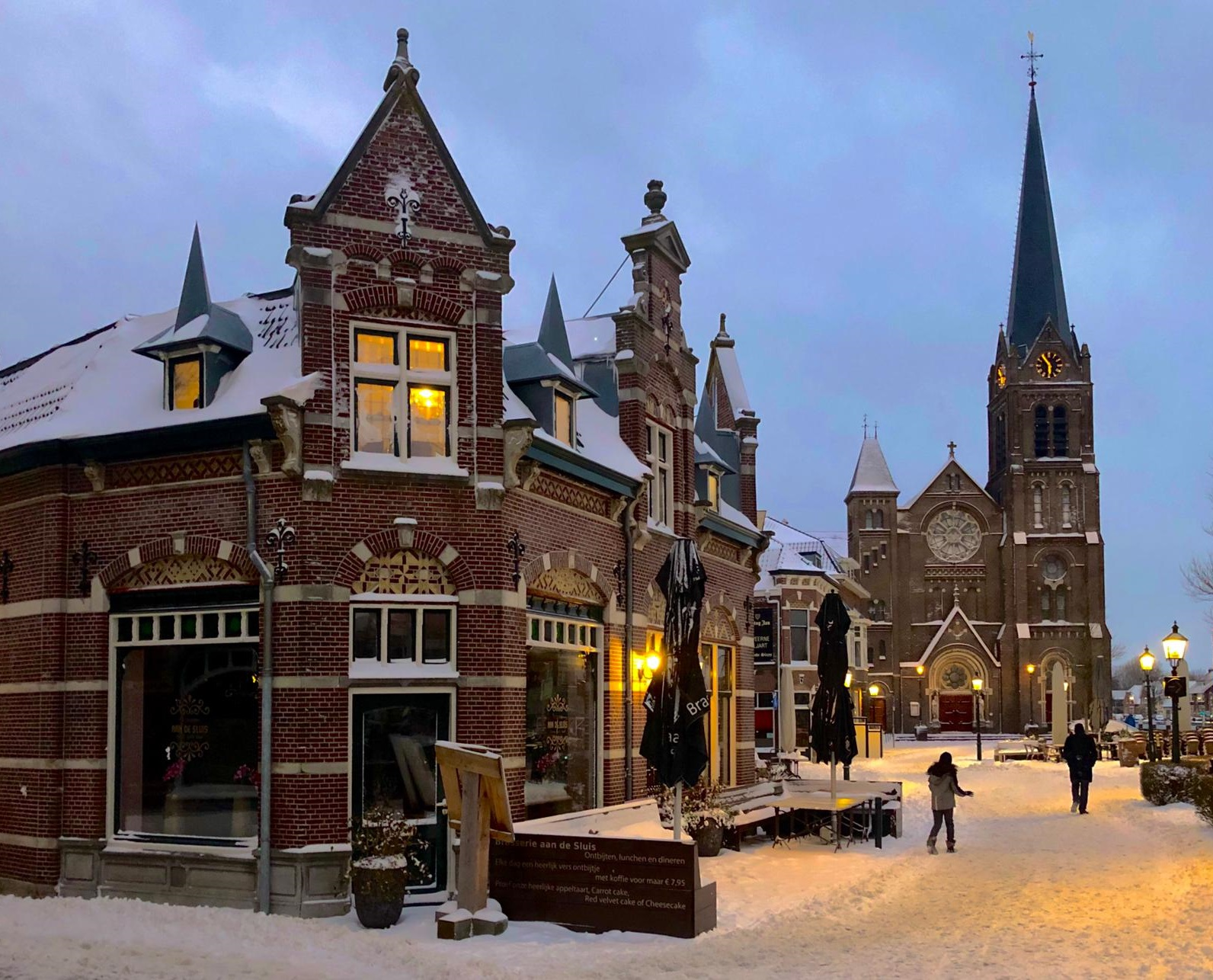
De kerk in de winter

De kerk is een ontwerp van de Nederlandse architect Evert Margry. Het gebouw is een kruisbasiliek in neogotische stijl met ronde vormen. Binnen zijn er muurschilderingen van kunstschilder Jan Dunselman. Het gebouw is schilderachtig gelegen, direct aan de Vliet. De katholieke kerk werd in 1880 ingewijd en wordt gebruikt door de Trinitas Parochie. Opvallend is de aanzet tot de niet afgebouwde westtoren. Wel is de kerk voorzien van een traptoren aan de Vlietkant en een dakruiter.
De H.H. Petrus en Pauluskerk is een rijksmonument.